# Циклотимия
Циклотими́я (от др.-греч. κύκλος, «круг» и θυμός — «настроение») — психическое аффективное расстройство, при котором пациент испытывает колебания настроения между неотчётливой (близкой к дистимической) депрессией и гипертимией (иногда даже возникают эпизоды гипомании). Патологические изменения настроения протекают в виде отдельных или сдвоенных эпизодов (фаз), разделённых состояниями психического здоровья (интермиссиями), либо чередующимися непрерывно. Слово «циклотимия» раньше использовалось для описания биполярного расстройства, и в традиционной классификации она рассматривается как его лёгкий, невыраженный вариант, относящийся к общему классу циклофрении. Кроме того, к циклотимии относят и личностные расстройства циклоидного характера. В немецкой психиатрии из деонтологических соображений циклотимией называют любые заболевания маниакально-депрессивного характера, вне зависимости от конкретной формы и степени тяжести расстройства. В МКБ-11 циклотимия была переименована в циклотимическое расстройство.

## История
Термин «циклотимия» предложил в 1882 году К. Кальбаум для описания заболеваний, связанных с «колебаниями нервно-психического тонуса в виде периодов нерезкого возбуждения или слабо выраженной подавленности». В 1899 году Э. Крепелин выделил маниакально-депрессивный психоз и циклотимию в отдельные нозологические единицы. С тех пор циклотимию принято относить, вместе с психотическими и непсихотическими формами биполярного расстройства, к центральному ядру эндогенных аффективных заболеваний.

## Классификация
Циклотимические депрессии принято разделять на витальные, апатические и анестетические разновидности. Гипоманиакальные фазы могут быть стёртыми, приближаясь к гипертимии, а также различаются в зависимости от тех или иных психопатологических особенностей; особенностей витальной, соматопсихической и личностной сфер.

## Развитие и распространённость заболевания
Циклотимия, как правило, развивается в молодом возрасте, и затем принимает хроническое течение, хотя возможны и длительные периоды ремиссии. Изменения настроения у больных как правило не связаны с внешними обстоятельствами, хотя отдельные эпизоды могут быть спровоцированы психогенно. Циклотимия часто встречается у родственников больных биполярным психозом и может впоследствии также развиваться в биполярное расстройство (либо в циклическую депрессию, как его разновидность).
Распространённость циклотимии значительно выше, чем аффективных расстройств психотического уровня (биполярное расстройство, большое депрессивное расстройство). По формальным критериям DSM-IV в разных возрастных группах она варьирует от 0,4 до 4,5 %. Однако следует учитывать, что при депрессии к врачу обращаются только 30—50 % пациентов, при этом 60—80 % из них лечатся у врачей общей практики, и почти половина (43 %) при этом по разным причинам старается скрыть симптомы депрессии. Гипертимия же часто не воспринимается больными как болезненное состояние (и часто даже не является патологией объективно). Таким образом, значительной доле больных психиатрический диагноз не ставится. Следовательно, реальная распространённость циклотимии (и, сходным образом, дистимии) существенно выше приведённых показателей..

## Этиология (причины возникновения)
Как и в случае многих других психических заболеваний, этиология циклотимии остаётся не вполне изученной. Повышенный риск её возникновения несомненно связан с генетическими факторами, причём нет какого-либо одного гена, отвечающего за предрасположенность к циклотимии, то есть эта предрасположенность наследуется полигенно.

## Симптомы
Симптомы циклотимии похожи на симптомы биполярного расстройства, но являются менее сильными. Пациент переживает фазы подавленности (гипотимию), которые сменяются периодами приподнятого настроения (гипертимией).
Симптомами гипотимии являются:
- Пониженный интерес к общению с людьми
- Трудности в принятии решений
- Нарушение концентрации внимания
- Проблемы с памятью
- Апатия
- Безнадёжность; беспомощность
- Раздражительность
- Недостаток мотивации
- Чувство вины
- Заниженная самооценка
- Идеи саморазрушения
- Снижение либо, наоборот, повышение аппетита
- Снижение либидо
- Утомляемость
- Нарушения сна: бессонница либо сонливость

Симптомами гипертимии являются:
- Постоянный легкий подъём настроения (по крайней мере в течение нескольких дней)
- Повышенная энергичность и активность, чувство благополучия и физической и психической продуктивности
- Повышенная социализация, разговорчивость, чрезмерная фамильярность
- Повышенная сексуальная активность и сниженная потребность во сне.
- Вместо обычной эйфоричной социабельности могут наблюдаться раздражительность, гневливость, повышенное самомнение и грубое поведение
- Сосредоточение и внимание могут быть расстроены, снижая таким образом возможности как работы, так и отдыха.

Однако эти нарушения не приводят к серьёзным проблемам в работе или социальному неприятию больных.

## Лечение
Лечение циклотимии направлено на прекращение текущего эпизода и предотвращение рецидивов.
Как и другие аффективные расстройства, циклотимия лечится с помощью психотропных препаратов, а также психотерапии. Первые используются для стабилизации настроения и улучшения состояния больного, например, если тот сильно страдает от перемен настроения. Психотерапия помогает пациенту восстановить чувство безопасности, разрушает изоляцию и учит его приёмам, помогающим справляться с перепадами настроения.
Кроме того, используются такие методы, как светолечение (при сезонных депрессиях),
депривация сна и ЭСТ (ЭСТ применяют при истинной устойчивости депрессии к интенсивной лекарственной терапии: капельному внутривенному введению антидепрессантов, комбинируемому при необходимости с транквилизаторами, нейролептиками бензамидного ряда).
Лечение чаще всего проводят амбулаторно. При помещении в стационар время госпитализации должно быть строго ограничено на индивидуальной основе (до тех пор, пока необходимо применение активных методов терапии). Таким образом уменьшается влияние «фактора бездействия», которому пациент подвергается в больнице, и явлений госпитализма. Однако при проведении терапии во внебольничных условиях особую значимость приобретает фактор сотрудничества пациента с врачом. Необходимо добиваться заинтересованности и участия больного в процессе лечения. Установлено, что некоторые больные (особенно при длительном противорецидивном и профилактическом лечении) нарушают режим лечения: не придерживаются назначенных дозировок, произвольно меняют препарат или время приёма. По данным некоторых исследователей, у 25—50 % амбулаторных больных подобные нарушения существенно отражаются на эффективности терапии. Более того, порядка 68 % пациентов с депрессиями прекращают приём антидепрессантов после 4-х недель лечения (при том, что согласно рекомендациям медицинских центров ВОЗ (1989), целесообразно продолжать антидепрессивную терапию в течение 6 месяцев после достижения терапевтического эффекта, для его закрепления). Помимо снижения эффективности, нарушение приёма лекарственных средств приводит к ошибкам при выборе последующего лечения. Задача врача — преодолеть предубеждение больного против «вреда», наносимого психотропными средствами, передать свою убежденность в эффективности лечения, внушить веру в будущее и необходимость систематического соблюдения предписанных назначений.

### Лекарственная терапия
Циклотимия лечится карбонатом лития, который имеет разнообразные действия на нервную систему. Обычно его действие становится заметным за неделю, за две недели развивается полное действие препарата. Кроме того, используются противосудорожные карбамазепин, вальпроат, ламотриджин. Состояние депрессии можно лечить с помощью антидепрессантов. При психомоторном возбуждении назначают нейролептики.

### Психотерапия
Пациенты, находящиеся в состоянии гипертимии, редко обращаются к терапевтам, так как эта фаза является приятной из-за избытка психической и физической энергии. В депрессивном состоянии пациенты иногда жалуются скорее на телесные недуги, например, усталость или необъяснимую боль. Из-за этих восприятий нелегко поставить психиатрический диагноз.
Задача психотерапевта — объяснить пациенту причину его симптомов и научить его понимать болезнь, а также показать ему, как справляться с трудностями обеих фаз. К примеру, в депрессивной фазе есть повышенный риск самоубийства или аутоагрессии (последняя часто применяется пациентом в состоянии дереализации или деперсонализации, чтобы «вернуться в настоящее время»). В состоянии гипертимии пациент  совершает необдуманные поступки (ссоры или дорогие покупки). Психотерапевт должен научить пациента находить равновесие в любом положении.